# 池田耕平
池田 耕平（いけだ こうへい、1947年2月4日 - ）は、日本の裁判官。元東京高裁第9刑事部総括判事。

## 来歴・人物
都立日比谷高校 - 東京大学法学部卒業。1970年9月、旧司法試験合格、1971年、司法修習25期。1973年の東京地方裁判所判事補を振り出しに、1988年、法務省大臣官房参事官、司法法制調査部司法法制課長、1993年、東京地方裁判所判事、1994年、最高裁判所調査官、1998年、東京地方裁判所部総括判事を歴任。以後、佐賀地方裁判所長兼佐賀家庭裁判所長、2006年10月、東京高等裁判所部総括判事に就任。2008年11月、依願退官。
2009年2月に公証人となり、東京法務局神田公証役場所属公証人に任命（元公証人筧康生の後任）。2015年度一般財団法人東京公証人協会会長。2017年秋の叙勲で瑞宝重光章を受章。

## 主に手がけた事件
- 関空汚職脱税事件（平成10年10月13日 東京地裁裁判長）にて、贈賄などに問われた通産省汚職疑惑でも知られた石油商・泉井純一に、罰金8000万円判決。
- 二信組乱脈融資事件（平成11年10月5日 東京地裁裁判長）にて、東京協和信組元理事長・高橋治則に懲役4年6ヶ月の判決。
- 他に犯罪被害者保護法により、強盗致死事件被害者に公判中の刑事記録の閲覧・コピーを許可など。